# جمعية مرشدات وكشافة ألبانيا
جمعية مرشدات وكشافة ألبانيا هي واحدة من المنظمات الكشفية والإرشادية في ألبانيا. المنظمة مختلطة وتأسست في عام 1998 ومعترف بها من قبل الجمعية العالمية للمرشدات وفتيات الكشافة باعتبارها عضوا فيها. والجمعية لديها حوالي 350 عضوا.